# Lomographa nivea
Lomographa nivea ((en japonés) ウスオビシロエダシャク, polilla blanca de bandas finas) es una especie de polillas de la familia Geometridae. La especie fue descrita por primera vez por el entomólogo ruso Alexander Michailovitsch Djakonov en 1936, con distribución en sudeste Asiático.

## Descripción
Es una polilla mediana de color de fondo blanquecino o crema. El ala anterior tiene una longuitud promedio de 15 milímetros (0,6 plg) para una envergadura total de 29 milímetros (1,1 plg). Cuenta con una línea transversal exterior de color marrón oscuro que se extiende desde el ala anterior hasta el ala posterior. En particular, tiene la característica de tener una línea transversal recta.

## Distribución
Se ha descrito con registros en las islas de Sado, Hokkaido, Honshu, Kyushu y las prefecturas de Ishikawa, Fukui, Toyama, Kanagawa y Gifu. Se han descrito especímenes en Siberia, Corea y Rusia. En Corea del Sur, hay registros de su recolección en la provincia de Gangwon y la provincia de Gyeongsang del Norte.